# مووی‌فون
مووی‌فون یک سرویس فهرست و اطلاعات تصاویر متحرک مستقر در آمریکا است. تماشاگران سینما می‌توانند زمان‌های نمایش محلی، اطلاعات سینما، نقد فیلم، بلیت‌های پیش‌رو و همچنین محتوای تلویزیونی و ابزار جستجوی جامعی را که به کاربران امکان می‌دهد تا سالن‌ها، کانال‌ها و سرویس‌های پخش فیلم و نمایش‌های تلویزیونی را بیابند، دریافت کنند. این سرویس متعلق به بورن‌این‌کلیولند ال‌ال‌سی، شرکت هلدینگ کلیولند اونیل سوم است. اونیل خالق و تهیه‌کننده برنامه سرگرمی روزانه ساخته شده در هالیوود است.